# Железнодорожный мост Цинлун
Мост Цинлун (кит. 晴隆北盘江大桥) — мост, пересекающий ущелье реки Бэйпаньцзян, расположенный на границе уездов Цинлун и Гуаньлин. На момент строительства был 7-м по длине основного пролёта арочным мостом в Китае. Стал частью скоростной железной дороги между городами Куньмин и Шанхай. Строительство моста было начато в 2010 году, мост официально открылся 19 ноября 2015 года и окончательно был завершён в 2016 году.

## Характеристика
Арочный железобетонный мост общей длиной 721,25 м, длиной пролёта 445 м и конструктивной высотой 102 м (высота над пересекаемой преградой — 295 м). Расчётная скорость движения по мосту — 300 км/ч. В ходе строительства моста было извлечено 440 тыс. м³ грунта и уложено более 170 тыс. м³ бетона
Стоимость строительства моста составила 430 млн юаней.